# 破邪学
破邪学（はじゃがく）とは、幕末から明治初期にかけて、キリスト教排除を目的とした仏教界によるキリスト教研究のこと。護法運動の一環として論じられることが多い。
開国と共に今まで江戸幕府によって弾圧されてきたキリスト教の再伝来の可能性が出てきたことに加え、中国語に通じたジョゼフ・エドキンズがキリスト教の立場から仏教を批判した『釈教正謬』が漢文書籍として日本に伝来したことが仏教界に大きな衝撃を与えた。
こうした動きに反発した仏教界、特に浄土真宗ではこうした動きに反撃すべきだという声が高まった。当初は有志間の動きであったが、東本願寺では義導、西本願寺では百叡が直接法主に意見書を提出したこと、加えて明治政府の神仏分離政策について浄土真宗への攻撃を意図している疑惑が指摘され、仏教護法に加え、キリスト教攻撃で実績を上げることで浄土真宗の存在価値を明治政府に認めさせるべきだという意見が現れたことにより、東西本願寺以外の真宗諸派も本願寺に同調しすることになり、1868年以降、浄土真宗主要5派（本願寺派・大谷派・仏光寺派・高田派・木辺派）で歩調を合わせることになった。
神仏分離運動に対応する形で、浄土真宗各派の学寮・学林で「破邪学」の講座が設けられ、仏教の立場からのキリスト教に対する批判的研究が行われ、また地方に出張して各地で講演・説教が行われることになった。